# Beta-1 adrenergički receptor
Beta-1 adrenergički receptor (β1 adrenoreceptor), ili ADRB1, je beta-adrenergički receptor. ADRB1 je takođe oznaka za ljudski gen koji ga kodira. On je G-protein spregnuti receptor koji vezuje  heterotrimerni G protein.

## Receptor

### Dejstva
Dejstva β1 receptora obuhvataju:
- stimuliše viskozne, amilazom-zasićene sekrecije pljuvačnih žlezda[2]
- Povećava srčani izlaz
  - Povećava brzinu srca[3]
  - Povećava kontraktilnost atrijalnog miokarda.
  - Povećava kontraktilnost[3] ventrikularnog miokarda.
  - Povećava provođenje[3] atrioventrikularnog čvora (AV čvor)
- Oslobađanje renina iz jukstaglomerularnih ćelija[3].
- Lipoliza u adipoznom tkivu[3].
- Receptor je takođe prisutan u cerebralnom korteksu.

### Agonisti
Izoprenalin ima veći afinitet za β1 od noradrenalina, koji se vezuje sa većim afinitetom od adrenalina. 
Selektivni agonisti beta-1 receptora su:
- Denopamin
- Dobutamin[2] (u kardiogenom šoku)
- Ksamoterol[4] (srčani stimulans)

### Antagonisti
β1-selektivni antagonisti (Beta blokatori) su:
- Acebutolol (u hipertenziji, angini pektoris i aritmijama)
- Atenolol[2] (u hipertenziji, koronarnoj arterijskoj bolesti, aritmijama i srčanom udaru)
- Betaksolol (u hipertenziji i glaukomu)
- Bisoprolol[5] (u hipertenziji, koronarnoj arterijskoj bolesti, aritmijama, srčanom udaru i ishemijskom oboljenju srca)
- Esmolol (aritmije)
- Metoprolol[2] (u hipertenziji, koronarnoj arterijskoj bolesti, srčanom udaru i srčanoj insuficijenciji)
- Nebivolol (u hipertenziji)

### Mehanizam
uzrokuje aktivaciju adenilat ciklaze, što dovodi do povećanja cAMP koncentracije.

## Gen
Ustanovljeno je da specifični polimorfizmi ovog gena utiču na brzinu rada srca i da mogu da imaju udela u srčanoj insuficijenciji.

## Interakcije
Za beta-1 adrenergički receptor je pokazano da interaguje sa DLG4 i GIPC1.

## Literatura
- Rang, H. P. (2003). Pharmacology. Edinburgh: Churchill Livingstone.  978-0-443-07145-4.

## Dodatna literatura
- Frielle T, Kobilka B, Lefkowitz RJ, Caron MG (1989). „Human beta 1- and beta 2-adrenergic receptors: structurally and functionally related receptors derived from distinct genes.”. Trends Neurosci. 11 (7): 321—4. PMID 2465637. doi:10.1016/0166-2236(88)90095-1.
- Muszkat M (2007). „Interethnic differences in drug response: the contribution of genetic variability in beta adrenergic receptor and cytochrome P4502C9.”. Clin. Pharmacol. Ther. 82 (2): 215—8. PMID 17329986. doi:10.1038/sj.clpt.6100142.
- Yang-Feng TL; Xue FY; Zhong WW (1990). „Chromosomal organization of adrenergic receptor genes.”. Proc. Natl. Acad. Sci. U.S.A. 87 (4): 1516—1520. PMC 53506 . PMID 2154750. doi:10.1073/pnas.87.4.1516.
- Forse RA, Leibel R, Gagner M (1989). „The effect of Escherichia coli endotoxin on the adrenergic control of lipolysis in the human adipocyte.”. J. Surg. Res. 46 (1): 41—8. PMID 2536864. doi:10.1016/0022-4804(89)90180-7.
- Frielle T; Collins S; Daniel KW (1987). „Cloning of the cDNA for the human beta 1-adrenergic receptor.”. Proc. Natl. Acad. Sci. U.S.A. 84 (22): 7920—7924. PMC 299447 . PMID 2825170. doi:10.1073/pnas.84.22.7920.
- Stiles GL; Strasser RH; Lavin TN (1983). „The cardiac beta-adrenergic receptor. Structural similarities of beta 1 and beta 2 receptor subtypes demonstrated by photoaffinity labeling.”. J. Biol. Chem. 258 (13): 8443—8449. PMID 6305985.
- Hoehe MR; Otterud B; Hsieh WT (1995). „Genetic mapping of adrenergic receptor genes in humans.”. J. Mol. Med. 73 (6): 299—306. PMID 7583452. doi:10.1007/BF00231616.
- Elies R; Ferrari I; Wallukat G (1996). „Structural and functional analysis of the B cell epitopes recognized by antireceptor autoantibodies in patients with Chagas' disease.”. J. Immunol. 157 (9): 4203—4211. PMID 8892658.
- Oldenhof J; Vickery R; Anafi M (1998). „SH3 binding domains in the dopamine D4 receptor.”. Biochemistry. 37 (45): 15726—36. PMID 9843378. doi:10.1021/bi981634.
- Mason DA, Moore JD, Green SA, Liggett SB (1999). „A gain-of-function polymorphism in a G-protein coupling domain of the human beta1-adrenergic receptor.”. J. Biol. Chem. 274 (18): 12670—4. PMID 10212248. doi:10.1074/jbc.274.18.12670.
- Moore JD; Mason DA; Green SA (1999). „Racial differences in the frequencies of cardiac beta(1)-adrenergic receptor polymorphisms: analysis of c145A>G and c1165G>C.”. Hum. Mutat. 14 (3): 271. PMID 10477438. doi:10.1002/(SICI)1098-1004(1999)14:3<271::AID-HUMU14>3.0.CO;2-Q.
- Tang Y; Hu LA; Miller WE (1999). „Identification of the endophilins (SH3p4/p8/p13) as novel binding partners for the beta1-adrenergic receptor.”. Proc. Natl. Acad. Sci. U.S.A. 96 (22): 12559—64. PMC 22990 . PMID 10535961. doi:10.1073/pnas.96.22.12559.
- Podlowski S; Wenzel K; Luther HP (2000). „Beta1-adrenoceptor gene variations: a role in idiopathic dilated cardiomyopathy?”. J. Mol. Med. 78 (2): 87—93. PMID 10794544. doi:10.1007/s001090000080.
- Shiina T, Kawasaki A, Nagao T, Kurose H (2000). „Interaction with beta-arrestin determines the difference in internalization behavor between beta1- and beta2-adrenergic receptors.”. J. Biol. Chem. 275 (37): 29082—90. PMID 10862778. doi:10.1074/jbc.M909757199.
- Hu LA; Tang Y; Miller WE (2001). „beta 1-adrenergic receptor association with PSD-95. Inhibition of receptor internalization and facilitation of beta 1-adrenergic receptor interaction with N-methyl-D-aspartate receptors.”. J. Biol. Chem. 275 (49): 38659—66. PMID 10995758. doi:10.1074/jbc.M005938200.
- Börjesson M, Magnusson Y, Hjalmarson A, Andersson B (2001). „A novel polymorphism in the gene coding for the beta(1)-adrenergic receptor associated with survival in patients with heart failure.”. Eur. Heart J. 21 (22): 1853—1858. PMID 11052857. doi:10.1053/euhj.1999.1994.
- Xu J; Paquet M; Lau AG (2001). „beta 1-adrenergic receptor association with the synaptic scaffolding protein membrane-associated guanylate kinase inverted-2 (MAGI-2). Differential regulation of receptor internalization by MAGI-2 and PSD-95.”. J. Biol. Chem. 276 (44): 41310—7. PMID 11526121. doi:10.1074/jbc.M107480200.
- Hu LA; Chen W; Premont RT (2002). „G protein-coupled receptor kinase 5 regulates beta 1-adrenergic receptor association with PSD-95.”. J. Biol. Chem. 277 (2): 1607—1613. PMID 11700307. doi:10.1074/jbc.M107297200.
- Ranade K; Jorgenson E; Sheu WH (2002). „A polymorphism in the beta1 adrenergic receptor is associated with resting heart rate.”. Am. J. Hum. Genet. 70 (4): 935—42. PMC 379121 . PMID 11854867. doi:10.1086/339621.
- Rang, H. P. (2003). Pharmacology. Edinburgh: Churchill Livingstone. стр. 163.  978-0-443-07145-4.
- Fitzpatrick, David; Purves, Dale; Augustine, George (2004). „Table 20:2”. Neuroscience (Third изд.). Sunderland, Mass: Sinauer.  978-0-87893-725-7.

## Spoljašnje veze
- „β1-adrenoceptor”. IUPHAR Database of Receptors and Ion Channels. International Union of Basic and Clinical Pharmacology. Архивирано из оригинала 06. 06. 2015. г.